# 蛇大脐蜗牛
蛇大脐蜗牛（学名：Aegista serpestes），是柄眼目扁蜗牛科盾蜗牛属的一种。主要分布于中国大陆，常栖息在山区丘陵地带、农田、公园、寺庙古剎附近，较潮湿的灌木丛、草丛中、落叶、石块下、石缝隙中多腐殖质的地方。